# Cégep Garneau
 (décembre 2023).
Le Cégep Garneau est un cégep de Québec, fondé en 1969 à la suite de la fusion du collège des Jésuites et de l'École normale Laval. Il accueille aujourd'hui des étudiants au secteur régulier et au Service de la formation continue. Son nom honore le québécois François-Xavier Garneau, historien précurseur, poète, notaire et greffier.

## Appellation
Le nom de l'institution selon sa charte est Collège d’enseignement général et professionnel François-Xavier Garneau. Durant les vingt premières années de son existence, elle a utilisé l'appellation Cégep François-Xavier-Garneau, puis vers 1990 a privilégié Collège François-Xavier Garneau. À l'été 2012, le conseil d'administration du cégep a adopté comme nom d'affaires Cégep Garneau afin de coller aux usages. Ce nom est désormais utilisé pour toutes les communications de l'institution. Le nom Cégep François-Xavier-Garneau est encore utilisé.

## Programmes offerts

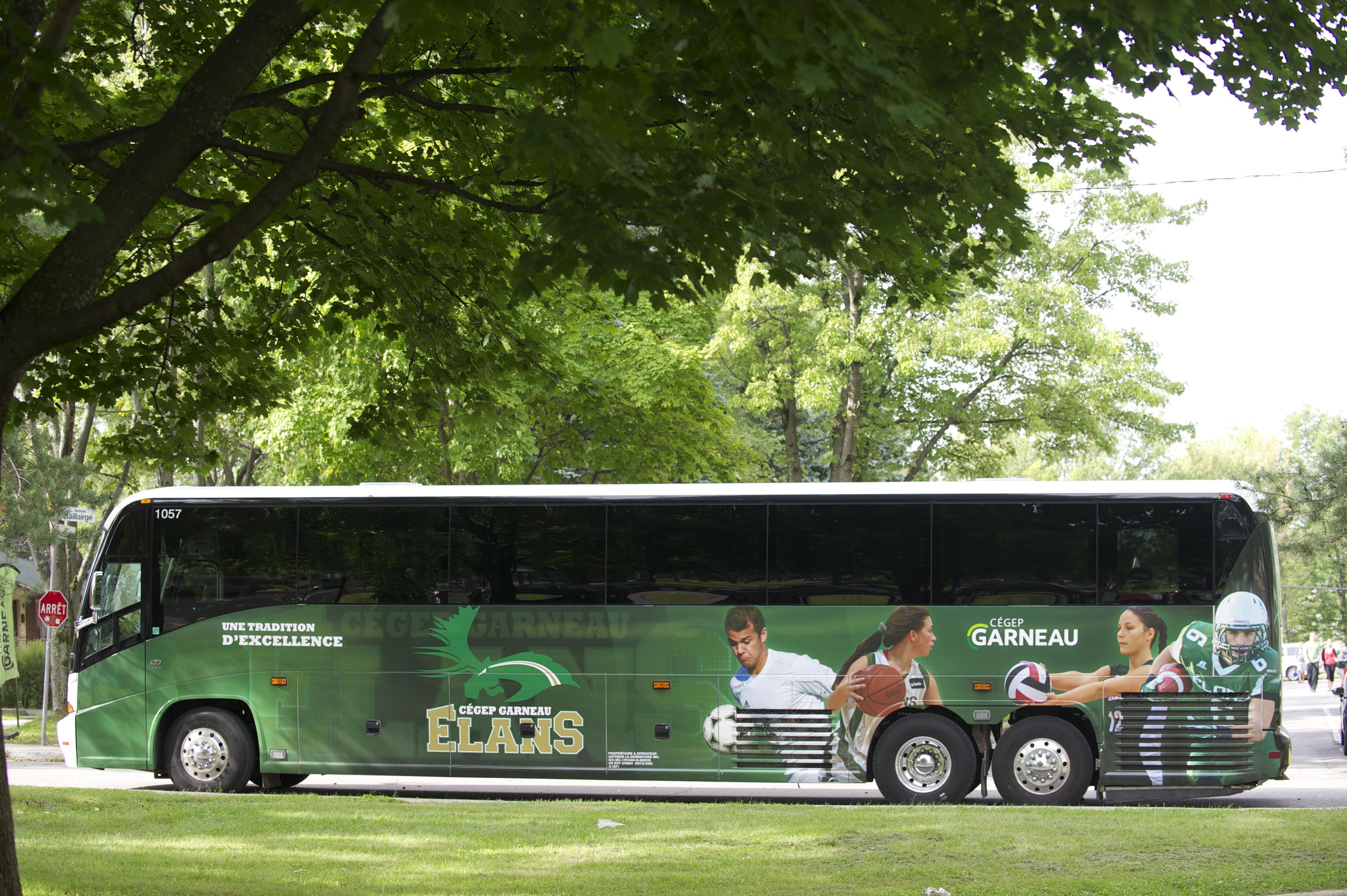
Autobus de l'équipe des Élans.

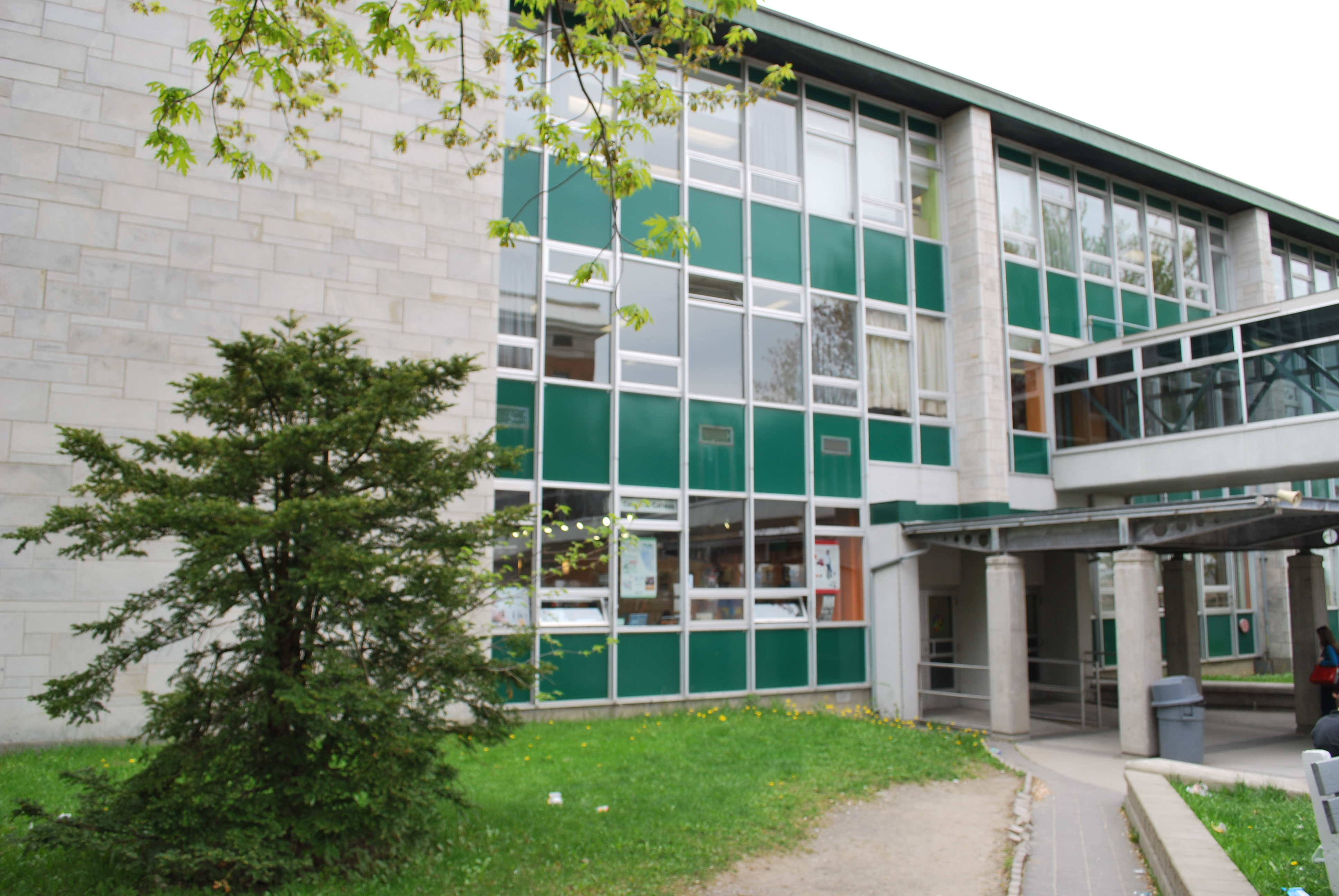
Le pavillon Jean-Baptiste-Cloutier, construit en 1958, est considéré comme le cœur du cégep.

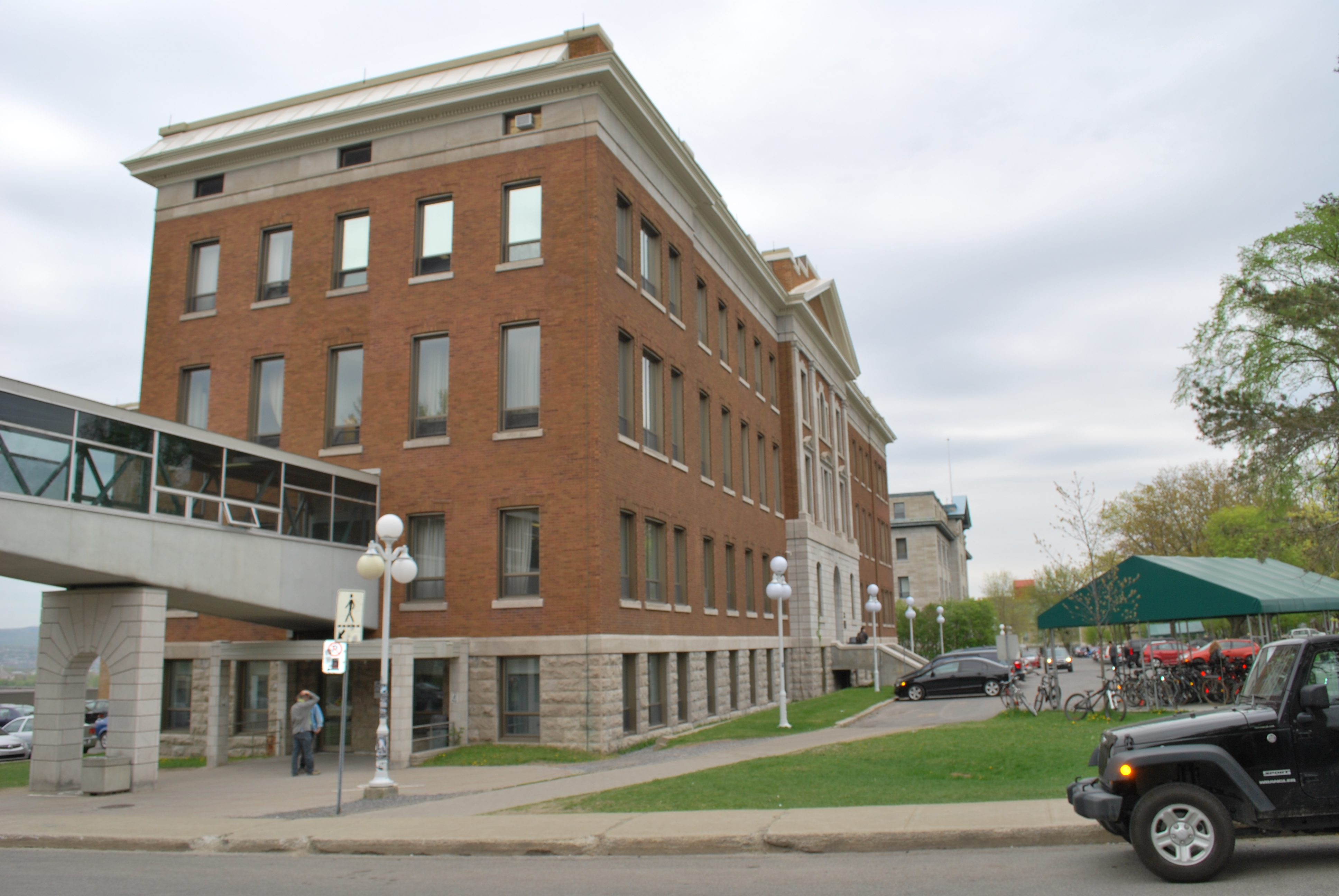
Le pavillon Jacques-Marquette, construit en 1925, annexé au collège Garneau en 1983, abrite le programme de Baccalauréat international, les départements de design d’intérieur, de techniques de bureautique, de sciences et techniques administratives et de Garneau-International.

### Formations préuniversitaires
- Sciences de la nature
  - Profil Sciences de la vie et de la santé
  - Profil Sciences et génies

- Sciences humaines
  - Profil Monde et cultures
  - Profil Globe-Trotter
  - Profil Administration
  - Cheminement Certificat en gestion des entreprises (B.I.)
  - profil Relations humaines et sociétés
  - Profil Civilisations et histoire

- Baccalauréat international
  - En Sciences de la nature, profil Sciences de la santé
  - En Sciences de la nature, profil Sciences pures et appliquées
  - En Sciences humaines, profil Gestion des entreprises
  - En Sciences humaines, profil Histoire
  - En Sciences humaines, profil Engagement international et langues

- Arts, lettres et communication
  - Profil Exploration
  - Profil Création visuelle
  - Profil Cinéma
  - Profil Littérature
  - Profil Langues, peuples et cultures
  - Profil Immersion
- Tremplin DEC
- Sur mesure (Cours préalables de secondaire à des programmes collégiaux (Sciences STE 4e sec., Mathématiques SN ou TS 4e et 5e sec., Chimie et Physique de 5e sec.)
- Francisation pour les études collégiales

### Formations techniques
- Techniques d'hygiène dentaire
- Techniques de physiothérapie
- Techniques d’orthèses visuelles
- Soins infirmiers
- Techniques de comptabilité et de gestion
- Gestion de commerces
- Techniques de la logistique du transport
- Techniques de bureautique
- Techniques de l'informatique
- Techniques policières
- Techniques d'intervention en délinquance
- Techniques juridiques
- Techniques de la documentation
- Techniques de design d'intérieur

### Programmes accélérés
- Techniques d’orthèses visuelles
- Soins infirmiers
- Gestion de commerces
- Techniques de la logistique du transport
- Techniques de bureautique
- Techniques juridiques

### Formation continue

#### Programmes
- Administration et finances
- Immobilier
- Transport et approvisionnement
- Technologies de l'information
- Prévention, sécurité et sûreté
- Santé
- Bureautique
- Ressources humaines
- Juridique
- École d'entrepreneuriat
- Formations spécialisées
- Perfectionnement en français

## Sport
Le Cégep Garneau est membre du Réseau du sport étudiant du Québec (RSEQ). Ses équipes intercollégiales s'appellent les Élans et les couleurs officielles sont le vert et le blanc. Le Cégep est représenté par dix-sept équipes sportives, dont quatre évoluent au niveau élite. 

### Disciplines intercollégiales (compétitif)
- Badminton (gars-filles)
- Basketball division 2 (gars-filles)
- Basketball division 3 (gars-filles)
- Cheerleading (gars-filles)
- Cross-country (gars-filles)
- Football division 1 (gars)
- Natation (gars-filles)
- Rugby division 3 (gars-filles)
- Soccer extérieur division 1 (gars-filles)
- Soccer extérieur division 2 (gars-filles)
- Volleyball division 2 (filles)
- Volleyball division 1 (filles)
- Tennis (gars-filles)

### Activités récréatives (participatif)
- Aéro-mix
- Aqua Zumba
- Badminton libre
- Bain libre
- Bootcamp
- Club des longueurs
- Combo aéro-step
- Combo Aquaforme / Aquajogging
- Pilates
- Piloxing
- Routine musculaire sur musique
- Salle d'entraînement
- Spinning
- Ultimate frisbee
- Workout
- Zumba Fitness

## Professeurs notables
- Denis Blondin, professeur d'anthropologie
- Marc Chabot, professeur de philosophie
- Claudette Charbonneau-Tissot, professeur de littérature
- Yvon Fortin, professeur de physique et fondateur du Centre de démonstration en sciences physiques,
- Daniel Jacques, professeur de philosophie
- Gilles Pellerin, professeur de littérature, écrivain et éditeur
- Marc Simard, professeur d'histoire
- Laurier Veilleux, professeur de littérature

## Anciens élèves notables
- Dominic Champagne - metteur en scène
- Marie Cholette - écrivaine
- Patrice Coquereau - comédien
- Guillaume Cyr - comédien
- Stéphane Dion - homme politique, chef du Parti libéral du Canada de 2006 à 2008
- Joseph Facal - homme politique et chroniqueur
- Hugo Girard - homme fort, animateur, et ex-policier
- Christine Labrie - femme politique, députée pour Québec solidaire
- Raymond Laflamme - physicien théoricien à l'Université du Waterloo et fondateur et directeur de 2002 à mai 2017 de l'Institut d'informatique quantique de Waterloo
- Luc Langevin - illusionniste, animateur, scientifique en physique
- Charles Le Blanc - auteur et traducteur littéraire
- Alexandre Morais - comédien
- François Morency - humoriste, journaliste et auteur
- Vincent-Guillaume Otis - comédien
- Guillaume Perreault - comédien
- Julie Perreault - comédienne
- Sébastien Ricard  - comédien et membre du groupe Loco Locass
- Geoffrey Cantin-Arku - joueur professionnel des Alouettes de Montréal

## Association des diplômés
L’Association des diplômés du Cégep Garneau a pour mission de créer, maintenir et développer des liens entre les diplômés et de développer un sentiment d'appartenance envers l’institution. Elle se développe autour des programmes de formation, des expertises et des champs d’intérêt tels que vécus au Cégep et dans la vie professionnelle de ses diplômés.  